# F. Leslie Statham
Frank Leslie Statham (M.B.E.; Licentiate of the Royal Academy of Music = L.R.A.M.; Associate of the Royal College of Music = A.R.C.M.) (Warwickshire, 18 december 1905 – 29 april 1974) was een Brits componist en dirigent. Voor bepaalde composities gebruikte hij het pseudoniem Arnold Steck.

## Levensloop
Statham studeerde aan de Royal Academy of Music in Londen en van 1931 tot 1934 aan de Royal Military School of Music "Kneller Hall" (kapelmeester). 
In 1924 speelde hij klarinet, viool en piano en was lid van de militaire kapel van het 2e Bataljon The Royal Scots (The Royal Regiment). In deze functie bleef hij tot 1931. Op 24 juli 1935 werd hij dirigent van de Band of the 2nd Bn. The Manchester Regiment en bleef 10 jaar in deze functie. Op 27 juli 1945 ging hij als dirigent naar de Band of The Royal Military Academy in Sandhurst. In 1948 ging hij als dirigent naar de Band of the British Welsh Guards en werd op 8 oktober 1949 tot kapitein en op 8 oktober 1955 tot majoor bevorderd. Op 10 juni 1962 ging hij met pensioen en was voortaan freelance componist. 
Hij trad ook op als pianosolist en uitvoerend musicus in andere militaire onderdelen en de Band of the Royal Military School of Music (Kneller Hall). Bekend werd hij door twee concertreizen met de Band of the British Welsh Guards in september 1948, waar zij onder andere op de Wereldtentoonstelling in Toronto musiceerden en in 1953 naar Canada, maar vooral door het componeren van goede marsen voor de militaire kapellen van het Britse leger. 

## Composities

### Werken voor harmonieorkest
- 1965 The Linburn Air
- A hunting We Will Go
- Birdcage Walk
- Broadacres
- Cortege, voor xylofoon solo en harmonieorkest
- Drum Majorette (herkenningsmelodie van het BBC programma Match of the Day)
- Flirtations, wals
- Freedom of the City
- Great and Glorious - ceremonial march
- Happy Days, suite
- Heroes Return
- Important Occasion
- Little Runabout
- Men of Harlech Medley
- Morning Canter
- National Spirit
- National Unity
- Path of Glory
- Piccadilly
- Pride of Youth
- Proud Capital - slow ceremonial march
- Queens Parade
- Riviera Rhapsody
- Royal Review, concertmars
- Royal Standard
- Salute to Freedom
- Skeleton In The Cupboard
- Skeleton Keys
- Sporting Occasion
- Sports Special
- Sugar Melon
- The Guardsman